# Nagy József (zalai főügyész)
Hottói Nagy József (Andráshida, 1827. szeptember 23. – Hottó, 1883. március 31.), Zala vármegye főügyésze, főszolgabíró, 1848-as honvéd főhadnagy, földbirtokos.

## Élete
A tekintélyes római katolikus nemesi származású hottói Nagy család sarja. Apja hottói Nagy Antal (1785-1852), táblabíró, földbirtokos és farkaspatyi Farkas Mária Anna (1791-1855). Az apai nagyszülei hottói Nagy János és Szigethy Erzsébet voltak. Az anyai nagyszülei farkaspatyi Farkas György (1741-1801), táblabíró, földbirtokos, és zétényi Csukás Terézia (1752-1819) voltak. Farkaspatyi Farkas György nagyszülei farkaspatyi Farkas Gábor (fl. 1712–1715), kálócfapusztai földbirtokos és a Sidy családból való sidi Sidy Mária (fl. 1712–1715) voltak; az utóbbi sidi Sidy Mihály (†1711) egervári vicekapitány, zalamegyei külön kiküldött követ a szécsényi országgyűlésen, földbirtokos és a szenterzsébeti Terjék családból való szenterzsébeti Terjék Mária lánya volt. Nagy József leánytestvérei: hottói Nagy Johanna (1818-1902), akinek a férje zokoli és illyefalvi Csutor Imre (1813–1891) Zala vármegye alispánja, földbirtokos, hottói Nagy Etelka (1834–1915), akinek a férje csáfordi Csillagh Gyula (1829–1904), főhadnagy, vármegye bizottsági tag, földbirtokos, hottói Nagy Magdolna (1813–1899), akinek a férje miskei és monostori Thassy Mihály (1804–1898), földbirtokos, valamint hottói Nagy Klementina (1821–1887), akinek a férje boncódföldi Lukács Károly (1819–1885), honvédőrnagy, főhadnagy, és a zalamegyei honvédegylet másod elnöke, földbirtokos. Fivére: hottói Nagy Károly (1816–1911), ügyvéd, alszolgabíró, földbirtokos.
Alap tanulmányai befejezése után Szombathely 1846 és 1847 hallgatott bölcsészetet, majd 1848-ban végezte a tanulmányait a győri királyi jogakadémián. Az 1848–49-es forradalom és szabadságharc alatt 1848. november 10.-étől hadbíró hadnagy a Zala megyei 47. honvédzászlóaljnál az I. hadtestben Perczel Mór tábornok drávai hadtestében, majd 1849. április 16.-tól főhadnagy, végül hadbíró százados. 1849 június elején áthelyezik az Egerben szerveződő 95. zászlóaljhoz. 1850. január 27.-én Bécsben besorozták a 21. gyalogezredhez. 1851. május 31.-én elbocsátották.
Miután 1860-ban helyreállt az alkotmányosság hottói Nagy József részt vett a vármegye közigazgatásában. 1861. október 1.-étől 1861. november 11.-áig a zalaegerszegi járás alszolgabírójáként szolgált.	1862. január 30.-a és 1865. novembere között Zala megye főügyésze volt. 1865. november-étől 1867. augusztus 5.-éig ismét a zalaegerszegi járás alszolgabírója, majd 1874. május 4.-étől	1882. szeptember 11.-éig ugyanannak a járásnak a szolgabírája volt.

## Házassága és leszármazottjai
1854. április 27-én Andráshidán feleségül vette az előkelő nemesi származású csáfordi Csillagh családból való csáfordi Csillagh Franciska Mária (*Bekeháza, 1833. február 23.–†Hottó, 1881. április 19.) kisasszonyt, akinek a szülei csáfordi Csillagh Lajos (1789–1860) az 1848-as szabadságharc alatt Zala vármegye első alispánja, illetve az 1848-as Zala megyei állandó bizottmány elnöke, táblabíró, földbirtokos és nemes Koppány Borbála (1801–1880) voltak. Az apai nagyszülei csáfordi Csillagh Ádám (1739–1798), Zala vármegye főadószedője, első alügyésze, vármegyei számvevő, földbirtokos és az ősrégi zalai nemesi boldogfai Farkas családból való boldogfai Farkas Anna (1746–1804) voltak. Az anyai nagyszülei Koppány József (1753–1818), zalaegerszegi várnagy, és hottói Nagy Magda (1772–1814) voltak. Hottói Nagy József és csáfordi Csillagh Franciska frigyéből született:
- hottói Nagy Flóra (*Bekeháza, 1856. december 20.–†Hottó, 1901. április 29.).[9] Férje: zalakoppányi Háry Sándor (*Nemesapáti, 1846. július 27.–†Zalaegerszeg, 1877. november 17.), ügyvéd, földbirtokos.[10]